# Giovanni Dall'Igna
Giovanni Dall'Igna (Malo, 16 agosto 1972) è un allenatore di calcio ed ex calciatore italiano, di ruolo difensore.

## Carriera

### Giocatore
Ha militato nella Sampdoria nell'annata 1990-1991, quella dell'unico scudetto blucerchiato, senza tuttavia maturare presenze in campionato e mettendo a referto solo un'apparizione in Coppa Italia. Verrà maggiormente impiegato nella stagione 1993-1994, dove totalizzerà 11 presenze in campionato e 4 nella Coppa Italia poi vinta dalla squadra genovese.
Ha giocato in massima serie anche con le maglie della Cremonese e del Bologna, oltreché con quelle di SPAL, Spezia e Ravenna nelle serie minori.

### Allenatore
Il 16 giugno 2014 viene ingaggiato dal Fidenza come mister della squadra Juniores Nazionale.
Nell'estate 2017 diventa l'allenatore della Juniores Nazionale della Pergolettese. Nel luglio 2019 viene nominato collaboratore tecnico della prima squadra, nel campionato di Serie C, andando ad affiancare l'allenatore Matteo Contini. Dopo l'esonero di Contini, il 12 novembre 2019 assume ad interim la guida della squadra assieme a Fiorenzo Albertini, incarico che durerà solamente un giorno.
Il 5 ottobre 2020 diventa l'allenatore della squadra Juniores del Fiorenzuola, passando l'anno successivo alla guida dell'Under-17 dello stesso club.

## Statistiche

### Statistiche da allenatore
Statistiche aggiornate al novembre 2015.
| Stagione        | Squadra         | Campionato      | Campionato | Campionato | Campionato | Campionato | Coppe nazionali | Coppe nazionali | Coppe nazionali | Coppe nazionali | Coppe nazionali | Coppe continentali | Coppe continentali | Coppe continentali | Coppe continentali | Coppe continentali | Altre coppe | Altre coppe | Altre coppe | Altre coppe | Altre coppe | Totale | Totale | Totale | Totale | % Vittorie | Piazzamento |
| Stagione        | Squadra         | Comp            | G          | V          | N          | P          | Comp            | G               | V               | N               | P               | Comp               | G                  | V                  | N                  | P                  | Comp        | G           | V           | N           | P           | G      | V      | N      | P      | %          | Piazzamento |
| --------------- | --------------- | --------------- | ---------- | ---------- | ---------- | ---------- | --------------- | --------------- | --------------- | --------------- | --------------- | ------------------ | ------------------ | ------------------ | ------------------ | ------------------ | ----------- | ----------- | ----------- | ----------- | ----------- | ------ | ------ | ------ | ------ | ---------- | ----------- |
| lug.-nov. 2015  | Fidenza         | Ecc. ER         | 13         | 0          | 6          | 7          | CI-D ER         | 4               | 1               | 2               | 1               | -                  | -                  | -                  | -                  | -                  | -           | -           | -           | -           | -           | 17     | 1      | 8      | 8      | &5,88      | Esonerato   |
| Totale carriera | Totale carriera | Totale carriera | 13         | 0          | 6          | 7          |                 | 4               | 1               | 2               | 1               |                    | -                  | -                  | -                  | -                  |             | -           | -           | -           | -           | 17     | 1      | 8      | 8      | 5,88       |             |

## Palmarès

### Giocatore
- Campionato italiano: 1

Sampdoria: 1990-1991
- Coppa Italia: 1

Sampdoria: 1993-1994
- Campionato italiano Serie C1: 1

Cremonese: 2004-2005 (girone A)

Campionato italiano Serie C2: 1
Cremonese: 2003-2004 (girone A)